# Dos pájaros de un tiro

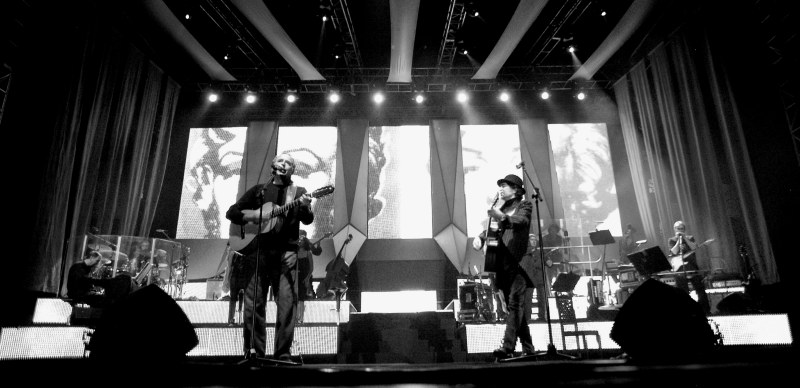
Serrat y Sabina en un momento de su gira en Quito (Ecuador).

Dos pájaros de un tiro es el cuarto álbum en vivo, proyecto artístico conjunto de los cantautores Joan Manuel Serrat y Joaquín Sabina. Ambos autores unen sus voces en una gira conjunta durante el año 2007 que los lleva por escenarios de España y América: México, Venezuela, Colombia, Ecuador, Perú, Chile, Uruguay y Argentina.

## Descripción y datos técnicos
La gira se inició el 29 de junio en Zaragoza y finalizó en Buenos Aires el 18 de diciembre de 2007. En total realizaron finalmente 72 conciertos.
El repertorio de los conciertos es una alternancia de las grandes canciones de los dos artistas. En algunas, Serrat canta a Sabina y viceversa y en otras cantan a dúo las canciones de ambos. En todas, uno se funde en el otro para ofrecer versiones nuevas. 
Los músicos que les acompañaron en la gira son: Pancho Varona (guitarras acústicas), Antonio García de Diego (guitarras, teclados y armónica), Pedro Barceló (batería) y José Antonio Romero (guitarras), compañeros asiduos de Sabina, Ricard Miralles (piano), Víctor Merlo (bajo y contrabajo), Patxi Urchegui (trompeta), José Miguel Pérez (saxofón) y Roberto Bazán (trombón); así como Paqui Sánchez y Marcela Ferrari (coros).
De los conciertos celebrados en Madrid se grabó un disco en directo y un DVD con más material que fue editado en diciembre de 2007. El nombre del disco es Dos pájaros de un tiro y se puso a la venta en 2 formatos.

## Edición sencilla
- Edición en digipack con 1CD+DVD de más de una hora de música y 20 canciones, el documental En el nido de los pájaros (un making of realizado durante el concierto en Barcelona) y un extenso libreto de 24 páginas.

1. Ocupen su localidad / Hoy puede ser un gran día - Serrat y Sabina - 5:22
2. Algo personal - Serrat - 5:20
3. Y sin embargo - Serrat y Sabina - 6:30
4. No hago otra cosa que pensar en ti - Serrat y Sabina - 4:12
5. Princesa - Sabina - 3:46
6. Contigo - Serrat y Sabina - 5:20
7. Tu nombre me sabe a hierba - Serrat y Sabina - 2:43
8. A la orilla de la chimenea - Serrat - 2:53
9. Señora - Serrat y Sabina - 2:23
10. Aquellas pequeñas cosas / Ruido / El muerto vivo - Serrat y Sabina - 7:20
11. Fa vint anys que tinc vint anys - Serrat - 2:50
12. 19 días y 500 noches - Sabina - 4:56
13. Penélope - Serrat y Sabina - 2:10
14. Más de cien mentiras - Serrat y Sabina - 3:30
15. Cantares - Serrat y Sabina - 3:37
16. La del pirata cojo - Serrat y Sabina - 3:00
17. Pastillas para no soñar - Serrat y Sabina - 2:36
18. Para la libertad - Serrat y Sabina - 2:34

## Edición especial
- Caja especial en edición limitada con 2CD+DVD que ofrece las 35 canciones del concierto completo, también contiene el documental y el amplio libreto.

Contenido del DVD:
1. Ocupen su localidad/Hoy puede ser un gran día
2. Aves de paso
3. Pueblo blanco
4. Algo personal
5. Y sin embargo
6. No hago otra cosa que pensar en ti
7. Quien me ha robado el mes de abril
8. Princesa
9. Contigo
10. Tu nombre me sabe a hierba
11. A la orilla de la chimenea
12. Señora
13. Aquellas pequeñas cosas /Ruido / El muerto vivo
14. Es caprichoso el azar
15. Fa vint anys que tinc vint anys
16. Poema de amor
17. Pacto entre caballeros
18. Noche de bodas
19. Mediterráneo
20. 19 días y 500 noches
21. Penélope
22. Más de cien mentiras
23. Fiesta
24. Pastillas para no soñar
25. Cantares / Y nos dieron las 10
26. Despedida
27. Paraules d'amor
28. Lucía / La del pirata cojo
29. Calle melancolía
30. Que se llama soledad/ Para la libertad

Contenido del CD 1:
1. Ocupen su localidad/Hoy puede ser un gran día
2. Aves de paso
3. Pueblo blanco
4. Algo personal
5. Y sin embargo
6. No hago otra cosa que pensar en ti
7. Quien me ha robado el mes de abril
8. Princesa
9. Contigo
10. Tu nombre me sabe a yerba
11. A la orilla de la chimenea
12. Señora
13. Aquellas pequeñas cosas / Ruido / El muerto vivo
14. Es caprichoso el azar

Contenido del CD 2:
1. Fa vint anys que tinc vint anys
2. Poema de amor
3. Pacto entre caballeros
4. Noches de boda
5. Mediterráneo
6. 19 días y 500 noches
7. Penélope
8. Más de cien mentiras
9. Fiesta
10. Pastillas para no soñar
11. Cantares / Y nos dieron las 10
12. Despedida
13. Paraules d'amor
14. Lucía / La del pirata cojo
15. Calle melancolía
16. Que se llama soledad / Para la libertad

## Conciertos de la gira en 2007
- Gira por España:

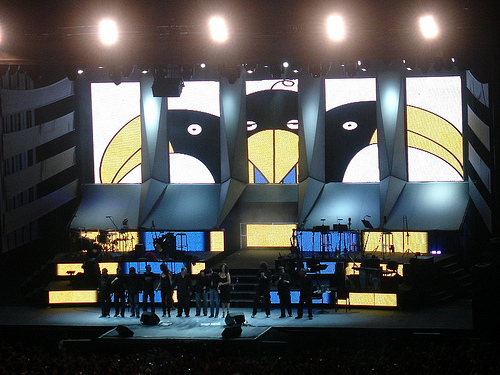
En un momento de su gira en Rosario (Argentina).

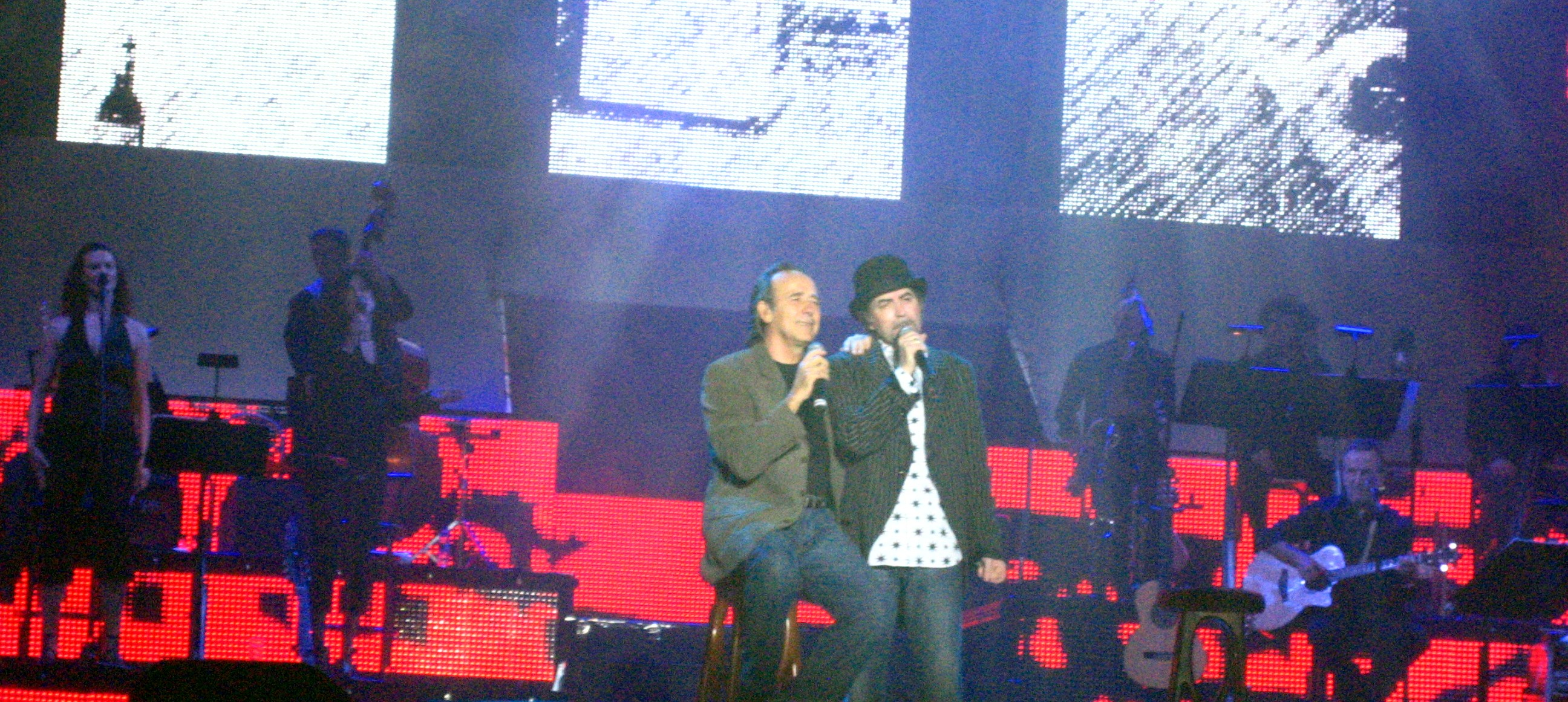
Recital en Tarrasa (España).

1. 29 de junio.  Zaragoza, Pabellón Príncipe Felipe.
2. 30 de junio.  Zaragoza, Pabellón Príncipe Felipe.
3. 2 de julio.  Tarrasa (Barcelona) Zona Deportiva Can Jofresa.
4. 4 de julio.  Valencia, Recinto Copa América.
5. 5 de julio.  Valencia, Recinto Copa América.
6. 7 de julio.  Torrevieja, (Alicante) Parque Antonio Soria.
7. 10 de julio.  Palma de Mallorca, Plaza de Toros.
8. 12 de julio.  Córdoba, Estadio El Arcángel.
9. 14 de julio.  Santiago de Compostela, Plaza de Obradoiro.
10. 17 de julio.  Pontevedra, Plaza de Toros.
11. 19 de julio.  Algeciras (Cádiz), Plaza de Toros.
12. 21 de julio.  Málaga, Auditorio Municipal.
13. 26 de julio.  Soria, Plaza de Toros.
14. 28 de julio.  Elche, Ciudad Deportiva.
15. 2 de agosto.  San Felíu de Guixols (Gerona), Z.E. Vilartagues.
16. 4 de agosto.  Onda (Castellón), Campo de Fútbol.
17. 6 de agosto.  La Granja (Segovia), Campo de Fútbol.
18. 8 de agosto.  Laredo (Cantabria), Campo de Fútbol.
19. 10 de agosto.  San Sebastián, Velódromo.
20. 12 de agosto.  Cáceres, Club Hípico.
21. 17 de agosto.  Cuenca, Recinto Ferial.
22. 19 de agosto.  Perelada (Gerona) Festival.
23. 21 de agosto.  Jerez de la Frontera, Estadio Municipal de Chapín.
24. 23 de agosto.  Almería, Auditorio Maestro Padilla.
25. 25 de agosto.  Gijón (Asturias), Pabellón de Deportes.
26. 28 de agosto.  Buñol (Valencia), Campo de Fútbol.
27. 30 de agosto.  Illescas (Toledo), Campo de Fútbol.
28. 1 de septiembre.  Daimiel (Ciudad Real), Auditorio.
29. 3 de septiembre.  Valladolid, Plaza de Toros.
30. 6 de septiembre.  Las Palmas, Estadio Gran Canaria.
31. 8 de septiembre.  Tenerife, Recinto Ferial.
32. 11 de septiembre.  Granada, Pabellón de Deportes.
33. 13 de septiembre.  Sevilla, Auditorio de La Cartuja.
34. 15 de septiembre.  Úbeda (Jaén),Campo de Fútbol.
35. 18 de septiembre.  Madrid, Palacio de los Deportes.
36. 19 de septiembre.  Madrid, Palacio de los Deportes.
37. 20 de septiembre.  Madrid, Palacio de los Deportes.
38. 22 de septiembre.  Tarragona, Parking Mercado Bonavista.
39. 23 de septiembre.  Lérida, Turó de Gardeny.
40. 25 de septiembre.  Palencia, Plaza de Toros.
41. 26 de septiembre.  Salamanca, Multiusos Sánchez Paraíso.
42. 28 de septiembre.  Bilbao, Plaza de Toros.
43. 29 de septiembre.  Pamplona, Plaza de Toros.
44. 2 de octubre.  Gandía (Valencia), Instituto María Enríquez.
45. 4 de octubre.  Barcelona, Palau Sant Jordi.
46. 5 de octubre.  Barcelona, Palau Sant Jordi.
47. 6 de octubre.  Barcelona, Palau Sant Jordi.

- Gira por América:

1. 19 de octubre.  Monterrey (México), Arena Monterrey.
2. 21 de octubre.  Culiacán (México), Polideportivo UAS.
3. 23 de octubre.  Durango (México), Plaza IV Centenario.
4. 25 de octubre.  Guadalajara (México), Auditorio Metropolitano.
5. 27 de octubre.  México D.F., Auditorio Nacional.
6. 28 de octubre.  México D.F., Auditorio Nacional.
7. 30 de octubre.  México D.F., Auditorio Nacional.
8. 31 de octubre.  México D.F., Auditorio Nacional.
9. 1 de noviembre.  México D.F., Auditorio Nacional.
10. 5 de noviembre.  Puebla (México), Auditorio Siglo XXI.
11. 9 de noviembre.  Caracas (Venezuela), Poliedro.
12. 11 de noviembre.  Valencia (Venezuela), Forum.
13. 14 de noviembre.  Bogotá (Colombia), Coliseo El Campin.
14. 17 de noviembre.  Quito (Ecuador), Coliseo Ruminahui.
15. 21 de noviembre.  Lima (Perú), Jockey Club.
16. 23 de noviembre.  Santiago de Chile (Chile), Velódromo Estadio Nacional.
17. 24 de noviembre.  Viña del Mar (Chile), Quinta Vergara.
18. 27 de noviembre.  Rosario (Argentina), Estadio Rosario Central.
19. 2 de diciembre.  Montevideo (Uruguay), Estadio Centenario.
20. 5 de diciembre.  Córdoba (Argentina), Estadio Chateau Carreras.
21. 9 de diciembre.  Mendoza (Argentina), Estadio Malvinas Argentinas.
22. 13 de diciembre.  Buenos Aires (Argentina), Estadio Boca Juniors.
23. 14 de diciembre.  Buenos Aires (Argentina), Estadio Boca Juniors.
24. 16 de diciembre.  Buenos Aires (Argentina), Estadio Boca Juniors.
25. 18 de diciembre.  Buenos Aires (Argentina), Estadio Boca Juniors.

## Recepción
El DVD que se incluía en el pack a la venta fue nominado como Mejor vídeo musical versión larga en los Premios Grammy Latinos de 2008.

## Curiosidades
- Como homenaje a Peret, Serrat y Sabina incorporan al repertorio de la gira conjunta la rumba El muerto vivo. En el primer concierto ofrecido en el Palau Sant Jordi de Barcelona, de los tres conciertos que tuvieron lugar en la ciudad condal, el maestro de la rumba Peret acompañó a los dos cantautores en el escenario en la interpretación de este tema.[3]
- En los conciertos de Barcelona Serrat y Sabina se disfrazaban de exhibicionistas y al abrir sus abrigos aparecían con las camisetas del Atlético de Madrid y del Fútbol Club Barcelona intercambiadas.
- En los conciertos de Venezuela bailaron juntos el tema Luna de miel, y Serrat cantó en solitario el tema Sabana, grabado en su disco Cansiones, en homenaje al autor venezolano Simón Díaz.
- En el concierto de Bogotá, Serrat cantó en solitario "El amor, amor", de su disco Cansiones.
- México fue, después de España, el país en el que estos artistas dieron más conciertos, 10 conciertos a través de 17 días en tierra azteca, periodo en el que además de dar los recitales, complacieron a los mexicanos en distintos eventos, ya sea presentándose en programas de radio hasta en corridas de toros, entre otros. Y en agradecimiento al gran amor que los mexicanos tienen a los dos "pájaros", estos homenajearon en sus conciertos a grandes genios de la música mexicana como Agustín Lara, José Alfredo Jiménez y Chavela Vargas, así como a los legendarios pintores Frida Kahlo y Diego Rivera, y la novelista Ángeles Mastreta.
- El día del primer concierto en la Ciudad de México, en el auditorio nacional, estuvo presente Gabriel García Márquez, al momento en que los cantautores mencionaron que estaba en el recinto, el público buscó de pie al Gabo, ovacionándolo con fuertes y largos aplausos. Serrat & Sabina le dedicaron el tema "Contigo" al escritor.
- Argentina fue, después de España, el país en el que estos artistas fueron vistos por más espectadores, ya que, por más que no haya sido el lugar en el que ofrecieron más conciertos (7 en total), los shows fueron en estadios con una capacidad considerable (por ejemplo el estadio Boca Juniors con capacidad para 55.000 espectadores).
- En Argentina rindieron un afectuoso homenaje al fallecido escritor y humorista Roberto Fontanarrosa, amigo de ambos cantantes, que fue quien diseñó poco antes de morir el logotipo de la gira, con dos pájaros en espejo. "Permítannos un suspiro. Aquí donde nos ven, no somos dos, somos tres", dijo el andaluz Sabina al terminar la segunda canción del recital en el estadio Gigante de Arroyito, a orillas del río Paraná, ante una multitud que festejó emocionada la alusión a uno de los más queridos hijos de la ciudad. Pero Sabina agregó que ahora había otra ave en el medio de las dos del diseño y vestida con la camiseta de Rosario Central, el club de los amores de un fanático del fútbol como lo fue el creador del personaje "Inodoro Pereyra". "No es ningún descubrimiento decir que este año se nos fue probablemente el argentino más querido por todos los argentinos", había declarado el catalán Serrat al presentar el espectáculo en la capital argentina, también dijo que Fontanarrosa "se fue de una forma ejemplar, pues pocos seres humanos he visto yo caminar hacia el final con dignidad, el amor a la vida, la sonrisa y las ganas de no joder a nadie". "Es fantástico decir que el 'Negro' sigue vivo, porque nosotros necesitamos estar alimentando constantemente el recuerdo de alguien que ha sido una referencia, un amigo, una persona generosa. Nos hace bien pensar que en la humanidad existe gente así, ejemplar", dijo Serrat.[4]

## Posicionamiento en listas
| Listas (2008)     | Mejor posición |
| ----------------- | -------------- |
| Argentina (CAPIF) | 1              |